# 北美崔哥
北美崔哥（英語：Brother Sway），本名崔宝印（1962年—），生於北京王府井。崇文区永外小学，白堆子外语学校中学，毕业于北京第二外国语学院英文系专科和北京大学国际文化专业双学士班 ，曾在西雅图大学攻读过法律。以脱口秀出名。他的《中华民族到了该幽默的时候》一书即将在2012年由中央党校出版社出版。

## 脱口秀
从第一个脱口秀视频“翻译奥巴马讲话”，到改编文革最红的歌曲《大海航行靠舵手》成“劝你不要来美国”，及“中式英语说个够”让他成为很受欢迎的脱口秀谐星。
崔哥说：「我不靠這玩意吃飯，純屬自娛自樂。我喜歡呆在網絡上，不賣票，也沒什麼費用，可以隨時隨地地和網友們神侃。」「我的脱口秀要为中国人扬眉吐气，为中国呐喊助威，轻轻调侃其他文化，让中国人撒气、自豪，但也不能让其他族裔的人坐不住」。
崔哥以诙谐的语言讽刺虚伪的华人和国内的现实，近来在国内搞脱口秀。
崔哥在2016年唐納·川普选举美国总统期间创作了几个幽默的表演节目，在美国挺川华人中广泛流传。

## 脱口秀代表作品
- 我的贺岁视频：北美崔哥翻译奥巴马讲话
- 北美崔哥自问自答
- 劝你不要来美国
- 中式英语说个够！
- 天津快板星巴克！
- 舞女跟着红旗走！
- 劝你不要嫁老外！
- 哪种人应该来美国！
- 要来就来洛杉矶！
- 美国人眼里的中国人！
- 北美崔哥侃硅谷：谁想找骂请说话！